# Saint-Benoist-sur-Mer

Saint-Benoist-sur-Mer este o comună în departamentul Vendée, Franța. În 2009 avea o populație de 347 de locuitori.